# Hiroshi Hatano
Hiroshi Hatano (波夛野 寛 Hatano Hiroshi?), född 22 december 1984 i Kyoto prefektur, är en japansk fotbollsspelare.
Hatano började sin karriär 2007 i MIO Biwako Kusatsu. Efter MIO Biwako Kusatsu spelade han för Mitsubishi Mizushima och Kamatamare Sanuki. Han avslutade karriären 2014.